# Emile Francis Trophy
Emile Francis Trophy je každoročně udělovaná trofej v severoamerické hokejové lize AHL týmu, který vyhrál Atlantickou divizi.

## Držitelé
| Emile Francis Trophy |                                |                   |
| Sezóna               | Tým                            | Divize            |
| 2024/25              | neznámá vlajka                 | Atlantické divize |
| 2023/24              | Hershey Bears                  | Atlantické divize |
| 2022/23              | Providence Bruins              | Atlantické divize |
| 2021/22              | Charlotte Checkers             | Atlantické divize |
| 2020/21              | Providence Bruins              | Atlantické divize |
| 2019/20              | Providence Bruins              | Atlantické divize |
| 2018/19              | Charlotte Checkers             | Atlantické divize |
| 2017/18              | Lehigh Valley Phantoms         | Atlantické divize |
| 2016/17              | Wilkes-Barre/Scranton Penguins | Atlantické divize |
| 2015/16              | Hershey Bears                  | Atlantické divize |
| 2014/15              | Manchester Monarchs            | Atlantické divize |
| 2013/14              | Manchester Monarchs            | Atlantické divize |
| 2012/13              | Providence Bruins              | Atlantické divize |
| 2011/12              | St. John's IceCaps             | Atlantické divize |
| 2010/11              | Portland Pirates               | Atlantické divize |
| 2009/10              | Worcester Sharks               | Atlantické divize |
| 2008/09              | Hartford Wolf Pack             | Atlantické divize |
| 2007/08              | Providence Bruins              | Atlantické divize |
| 2006/07              | Manchester Monarchs            | Atlantické divize |
| 2005/06              | Portland Pirates               | Atlantické divize |
| 2004/05              | Manchester Monarchs            | Atlantické divize |
| 2003/04              | Hartford Wolf Pack             | Atlantické divize |
| 2002/03              | Providence Bruins              | Severní divize    |
| 2001/02              | Lowell Lock Monsters           | Severní divize    |